# Valentina Thielová
Valentina Thielová, rodným jménem Valentina Strachovová (12. března 1933 Praha – 15. října 2022 Praha), byla česká herečka.

## Život
Její rodiče emigrovali z Ruska, potkali se ale až v Praze. Zde se jim narodily tři děti, Valentina byla prostřední z nich. Do života rodiny osudově zasáhla okupace, kdy byl otec Grigorij Mitrofanovič Strachov zatčen gestapem. Matka pak pracovala jako domácí švadlena a Valentina jí s šitím pomáhala. Rodina se domnívala, že otec zahynul, ale nebylo tomu tak; po válce se však domů nevrátil a dostal se nejdříve do Venezuely, kde založil novou rodinu a narodil se mu syn Gregory. V roce 1955 emigroval do USA, zemřel 10. září 1975 v Patersonu (stát New Jersey).
Ve škole Valentina recitovala, na gymnáziu také hrála ochotnické divadlo, ale sen o dráze baletky musela opustit kvůli problémům s klouby. Studium na gymnáziu nedokončila a začala pracovat jako úřednice. 
Jejím prvním manželem byl básník Vladimír Thiele, který jí také zprostředkoval první kontakty do světa českého filmu, což jí v roce 1955 přineslo první drobné filmové role. Díky němu se také na sjezdu československých spisovatelů náhodou seznámila s režisérem Josefem Machem, který ji obsadil do role ve filmu Florenc 13.30 z roku 1957. Tento úspěšný debut definitivně odstartoval její kariéru herečky a konferenciérky v souboru Laterny magiky, s níž se zúčastnila světové výstavy Expo 58 v Bruselu. Přišly i další větší filmové role doma i v zahraničí (Německo, Švýcarsko), z českých filmů 60. let byly patrně umělecky nejhodnotnější její role ve snímku režiséra Karla Zemana Bláznova kronika a film Transit Carlsbad režiséra Zbyňka Brynycha.
Po roce 1968 měla omezené umělecké možnosti zejména kvůli politickým postojům svého druhého manžela Arpáda Vilčeka, byla nucena vystupovat s různými zájezdovými divadly a estrádními soubory. Její další větší filmová role přišla až v roce 1982 ve filmu Sněženky a machři režiséra Karla Smyczka.

## Filmografie, výběr

### Televize
- 1968 Hořké pivo, sladký likér (TV zpracování dvou povídek Karla Copa) – role: Ivana Doudová
- 1983 Pánská jízda
- 1984 Rozpaky kuchaře Svatopluka (TV seriál)
- 1984 My všichni školou povinní (TV seriál)
- 1986 Panoptikum Města pražského (TV seriál)
- 1990 Přísahám a slibuji (TV seriál)
- 1991 Svědkyně
- 1991 Panenka s porcelánovou hlavičkou
- 1991 Klauni a vlastenci
- 1992 Náhrdelník (TV seriál)
- 1994 Bylo nás pět (TV seriál)
- 1995 Když se slunci nedaří (TV seriál)
- 1996 Draculův švagr (TV seriál)
- 1997 Polední žár
- 2004 Rodinná pouta (TV seriál)

### Film
- 2012 Bastardi 3
- 2011 Bastardi 2
- 2010 Bastardi
- 1993 Hotýlek v srdci Evropy
- 1992 Trhala fialky dynamitem
- 1990 Tichá bolest
- 1988 Kamarád do deště
- 1988 Sedm hladových
- 1987 Copak je to za vojáka…
- 1987 Proč?
- 1986 Veselé Vánoce přejí chobotnice
- 1985 O sláve a tráve
- 1984 Všichni musí být v pyžamu
- 1982 Sněženky a machři
- 1981 Řetěz
- 1979 Poprask na silnici E 4
- 1978 Brácha za všechny peníze
- 1976 Léto s kovbojem
- 1974 V každém pokoji žena
- 1973 Vítr
- 1970 Na kolejích čeká vrah
- 1968 Guide
- 1967 Přísně tajné premiéry
- 1966 Martin a devět bláznů
- 1966 Transit Carlsbad
- 1965 Kým sa skončí táto noc
- 1964 Bláznova kronika
- 1964 Povídky o dětech
- 1963 Dieb von San Marengo
- 1963 Táto, přečti to!
- 1962 Boxer a smrť
- 1962 Deštivý den
- 1961 Florián
- 1961 Hledá se táta!
- 1960 Policejní hodina
- 1959 Ošklivá slečna
- 1959 Pět z milionu
- 1959 Probuzení
- 1959 První parta
- 1959 Skaly a ľudia
- 1959 Vstup zakázán
- 1958 Hlavní výhra
- 1958 Občan Brych
- 1958 Zatoulané dělo
- 1958 Žižkovská romance
- 1957 Florenc 13,30
- 1955 Něco se tu změnilo